# 4 mm Randz Court
El cartucho 4 mm Randz Court o 4 mm Flobert Short es un cartucho de percusión anular que solo usa como impulsor una cápsula fulminante. Es uno de los cartuchos de percusión anular más pequeños del mundo y solo se usa en Europa.
Fue desarrollado en 1842 por el armero francés Nicolas Flobert, es uno de los cartuchos de percusión anular más antiguos que aún se siguen vendiendo. El 4 mm Randz Court usa como bala una posta de plomo del Nº 7. No es exactamente 4 mm, en realidad tiene 4,5 mm de diámetro y produce una energía de impacto inferior a 30 joules, por lo cual muchas legislaciones de la Unión Europea son muy permisivas respecto al uso de este cartucho.
Existe una versión con la vaina alargada en 2 milímetros. Esta versión llamada 4 mm Randz Long o 4 mm Flobert Long Case, también usa el mismo proyectil que el Randz Court y tampoco usa pólvora. Igualmente produce una energía de impacto inferior a 30 joules.
En México se fabrica un sistema que utiliza una cápsula fulminante calibre .22 y existen 4 proyectiles predeterminados también en calibre 4,5 mm. A este sistema se le conoce como munisalva.

## Comparación de medidas con otros cartuchos
| Munición          | Calibre (mm) | Diámetro de vaina (mm) | Longitud de vaina (mm) | Longitud total (mm) | Diámetro del rim (mm) | Grosor del rim (mm) |
| ----------------- | ------------ | ---------------------- | ---------------------- | ------------------- | --------------------- | ------------------- |
| 4 mm Randz Court  | 4,5          | 4,55                   | 6,1                    | 9                   | 5,9                   | 1                   |
| 4 mm Flobert Long | 4,5          | 4,55                   | 8,2                    | 10,8                | 5,9                   | 1                   |
| Munisalva         | 4,5          | 5,6                    | 6,3                    | 10,8                | 6,8                   | 1,1                 |

## Comparación de rendimiento con otros cartuchos
| Munición                               | peso en granos | peso en gramos | velocidad en m/s | energía de impacto en J |
| -------------------------------------- | -------------- | -------------- | ---------------- | ----------------------- |
| 4 mm Randz Court                       | 7,7            | 0,5            | 280              | 19,6                    |
| 4 mm Flobert Long                      | 7,7            | 0,5            | 300              | 22,5                    |
| Munisalva (posta de plomo 10.5 grains) | 10,5           | 0,68           | 275              | 25,7                    |